# 丹尼爾·弗里丹
丹尼尔·哈利·弗里丹（英語：Daniel Harry Friedan，1948年10月3日—）是美国的理论物理学家，在二維量子場論方面有卓越貢獻，同時也是美國女权主义家贝蒂·弗里丹的兒子。他目前是羅格斯大学的教授。

## 传记
弗里丹於1980年在加州大學柏克萊分校取得博士学位，1987年被任命为麦克阿瑟研究员。1979年，他指出弦論中的運動方程作为爱因斯坦广义相对论方程的推广，出自二维场论的重整化群方程。
弗里丹从事弦理论和凝聚態物理的研究，专攻于(1+1)维系统。其當前研究重心是量子计算机的相關應用。
弗里丹於2010年因“关于临界状态的二维幺正共形场论的分类和表征的开创性工作”獲頒美国物理协会的拉斯·昂萨格奖。他目前任教於羅格斯大學。

## 个人生活
弗里丹與冰岛的一名物理教师Ragnheiður Guðmundsdóttir結婚，目前育有两个女儿及一个儿子。